# Delphine Belgická
Princezna Delphine Belgická (Delphine Michèle Anne Marie Ghislaine Sasko Koburská; * 22. února 1968 Uccle), dříve známá jako Jonkvrouw Delphine Boël, je belgická umělkyně a členka belgické královské rodiny. Je dcerou krále Alberta II. Belgického a baronky Sybille de Selys Longchamps a nevlastní sestrou krále Filipa Belgického. Dne 1. října 2020 byla zákonně uznána jako belgická princezna s oslovením „Její královská Výsost“. Předtím patřila k belgické titulované šlechtě a legálně byla Jonkvrouw.

## Mládí a kariéra
Princezna Delphine je dcerou baronky Sybille de Selys Longchamps, jejímž prvním manželem byl belgický šlechtic a průmyslník Jonkheer Jacques Boël. Rozvedli se v roce 1978. Jejím biologickým otcem je král Albert II. Belgický.
Delphine navštěvovala internátní školu v Anglii a ve Švýcarsku a studovala na Chelsea School of Art and Design v Londýně, kde v roce 1990 získala bakalářský titul v oboru výtvarné umění (s vyznamenáním). Hostuje na Higher Institute for Fine Arts (HISK) v Antverpách a na Maastricht Art School.
Je zakládající patronkou Fondu princezny Delphine Sasko-Koburské se sídlem v nemocnici v Gentu, který podporuje využití umění ve zdravotnictví. Belgický pivovar Struise vyráběl pivo „Cuvée Delphine“, pro které navrhla etiketu. Její socha Nestárnoucí láska je v Gerdaparku v Sint-Niklaasu.

## Případ otcovství
Dne 19. října 1999 vydal 18letý vlámský školák Mario Danneels svůj neautorizovaný životopis královny Paoly, Paola, van 'la dolce vita' tot koningin (Paola, z 'la dolce vita' ke královně). Kniha obsahovala prohlášení odkazující na existenci dcery krále Alberta narozené mimo manželství. Belgický tisk pátral a vystopoval Delphine. Nejprve Delphine i její matka odmítli tuto záležitost komentovat a palác odmítl Danneelsovu knihu jako drby a fámy.

Belgický tisk interpretoval krátký úryvek královského vánočního projevu z roku 1999 jako uznání, že Delphine Boël byla ve skutečnosti jeho biologickou dcerou:
Vánoce jsou časem pro každého z nás. Časem určeným pro to, abychom mysleli na svou rodinu, na šťastná období, ale i na těžká období. Královna a já si pamatujeme velmi šťastná období, ale také krizi, kterou jsme zažili před více než 30 lety. Společně jsme mohli po dlouhou dobu překonávat tyto potíže a znovu získávat hluboké porozumění a lásku k sobě navzájem. Toto období nám bylo připomenuto nedávno. Nechceme se zabývat tématem, které patří do našich soukromých životů. Pokud by však ti, kteří se dnes potýkají s podobnými obtížemi, mohli získat povzbuzení z našich vlastních zkušeností, byli bychom velmi šťastní.
Tisk to interpretoval jako odkaz na 18letý vztah krále s baronkou Sybille de Selys Longchampsovou.
Delphine dne 15. května 2005 poskytla rozhovor moderátorce France 3 Marc-Olivier Fogiel ve vysílání „On ne peut pas plaire à tout le monde“ (Nemůžete potěšit všechny). Zde poprvé tvrdila, že je dcerou krále Alberta. Tvrdila, že když se s matkou přestěhovala do Anglie, když jí bylo 9 let, tak si Albert (ještě ne král) přál rozvést se s manželkou a připojit se k nim. Její matka se proti tomu zjevně postavila kvůli politickým důsledkům pro Alberta. Řekla, že její matka jí řekla pravdu o jejím původu, když jí bylo 17 let. Ve svých nadcházejících rozhovorech Delphine uvedla, že když jí bylo 33 let, telefonovala Albertovi a žádala o pomoc. Podle jejího prohlášení odpověděl: „Už mi nikdy nevolej. Ty nejsi moje dcera,“ což podle ní bylo zraňující. Delphine dodala, že její snahy kontaktovat svého otce telefonicky a zasíláním dopisů prostřednictvím přátel a politiků selhaly.
V červnu 2013, kdy král Albert ztratil imunitu proti trestnímu stíhání, Delphine předvolala jeho a jeho děti, prince Filipa a princeznu Astrid, k soudu. Doufala, že pomocí testů DNA prokáže, že je královou dcerou. V březnu 2017 soud rozhodl, že její žaloba není opodstatněná, a její právníci uvedli, že se odvolá.
Dne 5. listopadu 2018 bylo zveřejněno rozhodnutí soudu, které ukládalo Albertovi, aby se podrobil testu DNA, aby zjistil, zda je Delphininým biologickým otcem. Testování DNA není v Belgii povinné, ale nepodrobení se mu se považuje za důkaz otcovství. V lednu 2019 se Albert proti rozsudku odvolal, ale 16. května téhož roku odvolací soud v Bruselu nařídil bývalému králi zaplatit Delphine pokutu 5000 eur za každý den, kdy si odmítne udělat DNA test.
Dne 27. ledna 2020 testy DNA ukázaly, že král Albert II. byl otcem Delphine Boël. V říjnu 2020 jí a jejím dětem belgický odvolací soud udělil šlechtické tituly. Protože se narodila mimo manželství, princezna Delphine a její potomci nejsou v linii následnictví belgického trůnu. Také nedostanou žádné peníze, ale její právní poplatky, které činí až 3,4 mil. EUR, budou hrazeny jejím otcem.
Ona a její nevlastní bratr, belgický král Filip, se setkali 9. října 2020 v Laekenském paláci. Následujícího dne král Albert II. reagoval v tiskové zprávě, uvedl že má ze schůzky radost a že: „Moje žena a já jsme velmi šťastní z iniciativy krále, předzvěsti šťastnějších dnů pro všechny, zejména pro Delphine.“
Dne 25. října 2020 ji na zámku Belvédère přijal její otec a nevlastní matka, královna Paola.

## Osobní život
James (Jim) O'Hare, Američan irského původu, je partnerem Delphine od roku 2000. Pár má dvě děti, princeznu Joséphine Belgickou (* 17. října 2003) a prince Oscara Belgického (* 28. dubna 2008).

## Významné publikované práce
- Boël, Delphine (8. dubna 2008). Couper le cordon [Uříznout kabel] (ve francouzštině). Paříž: Éditions Luc Pire. ISBN 978-25-07000-68-4.
- Boël, Delphine (17. února 2017). Nikdy se nevzdávejte (ve francouzštině). Brusel: Marque Belge. ISBN 978-23-90150-12-1.